# Dohertyorsidis indicus
Dohertyorsidis indicus är en skalbaggsart som beskrevs av Stefan von Breuning 1982. Dohertyorsidis indicus ingår i släktet Dohertyorsidis och familjen långhorningar. Inga underarter finns listade i Catalogue of Life.